# Dyscophus
Sous-famille
Genre
Dyscophus, unique genre de la sous-famille des Dyscophinae, est un genre d'amphibiens de la famille des Microhylidae. Toutes les espèces de ce genre sont communément appelées "Grenouille Tomate".

## Répartition
Ce genre regroupe trois espèces endémiques de Madagascar.

## Liste des espèces
Selon Amphibian Species of the World (11 novembre 2013) :
- Dyscophus antongilii Grandidier, 1877
- Dyscophus guineti (Grandidier, 1875)
- Dyscophus insularis Grandidier, 1872

## Galerie

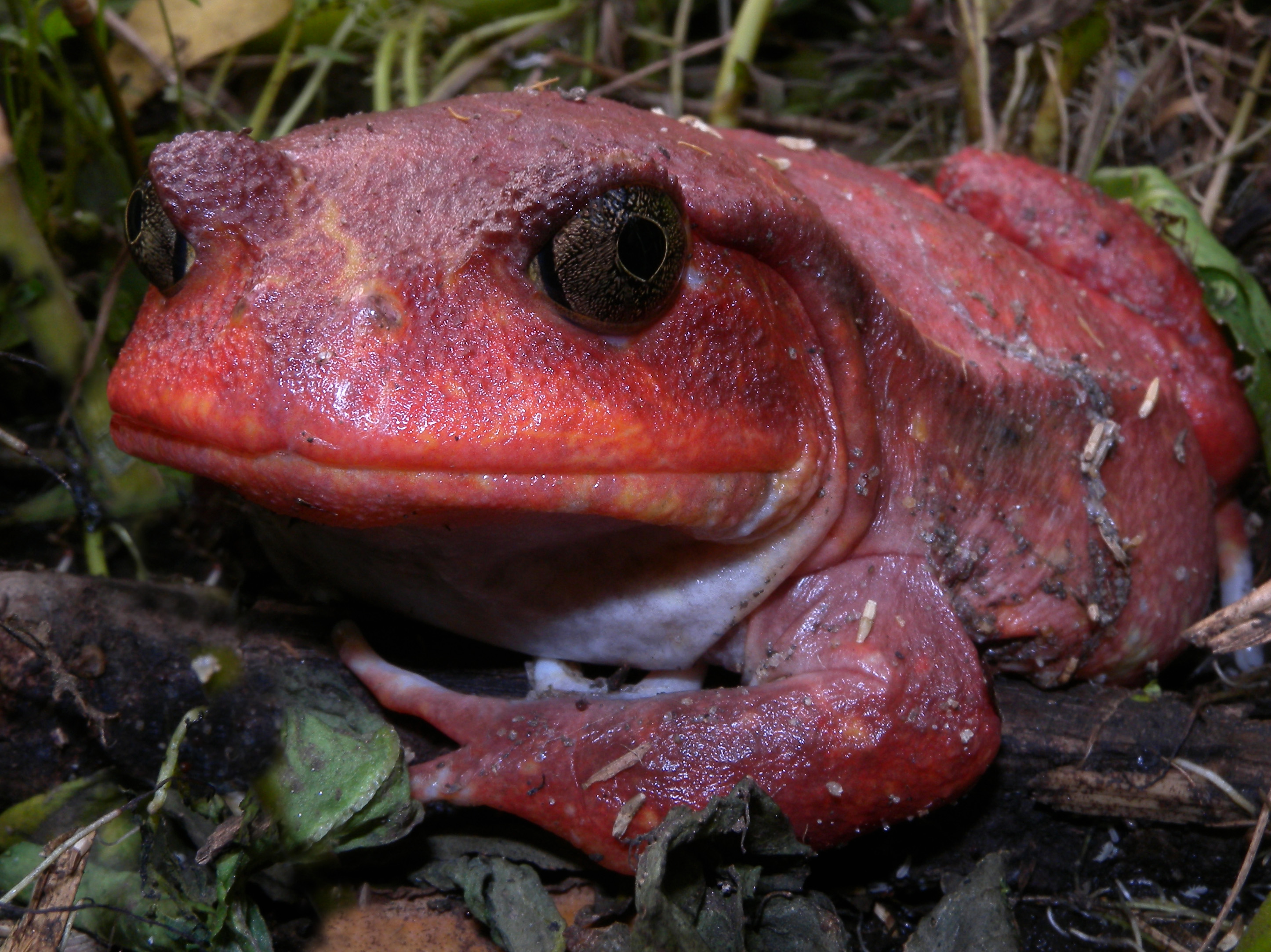
Dyscophus antongilii
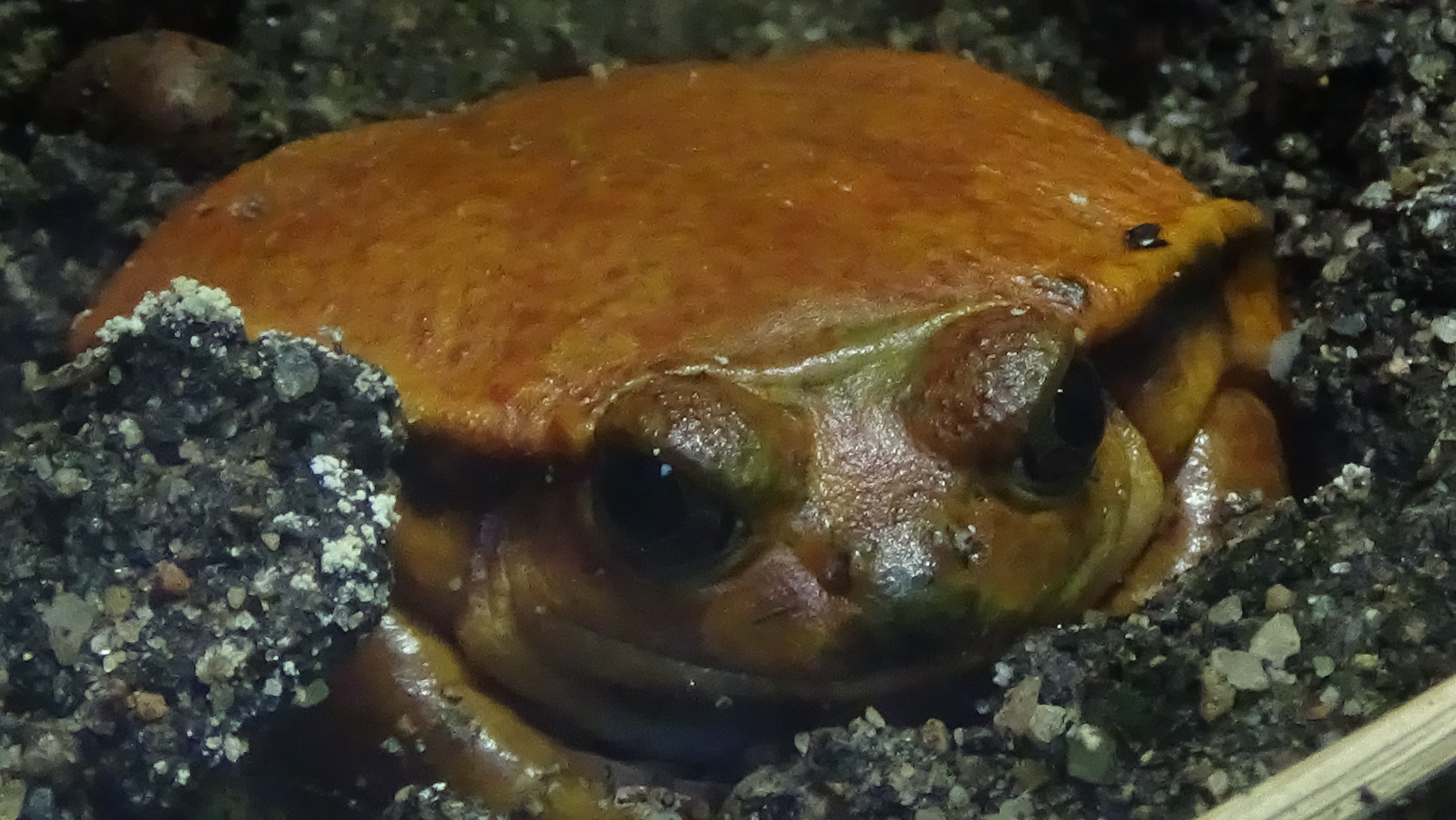
Dyscophus guineti
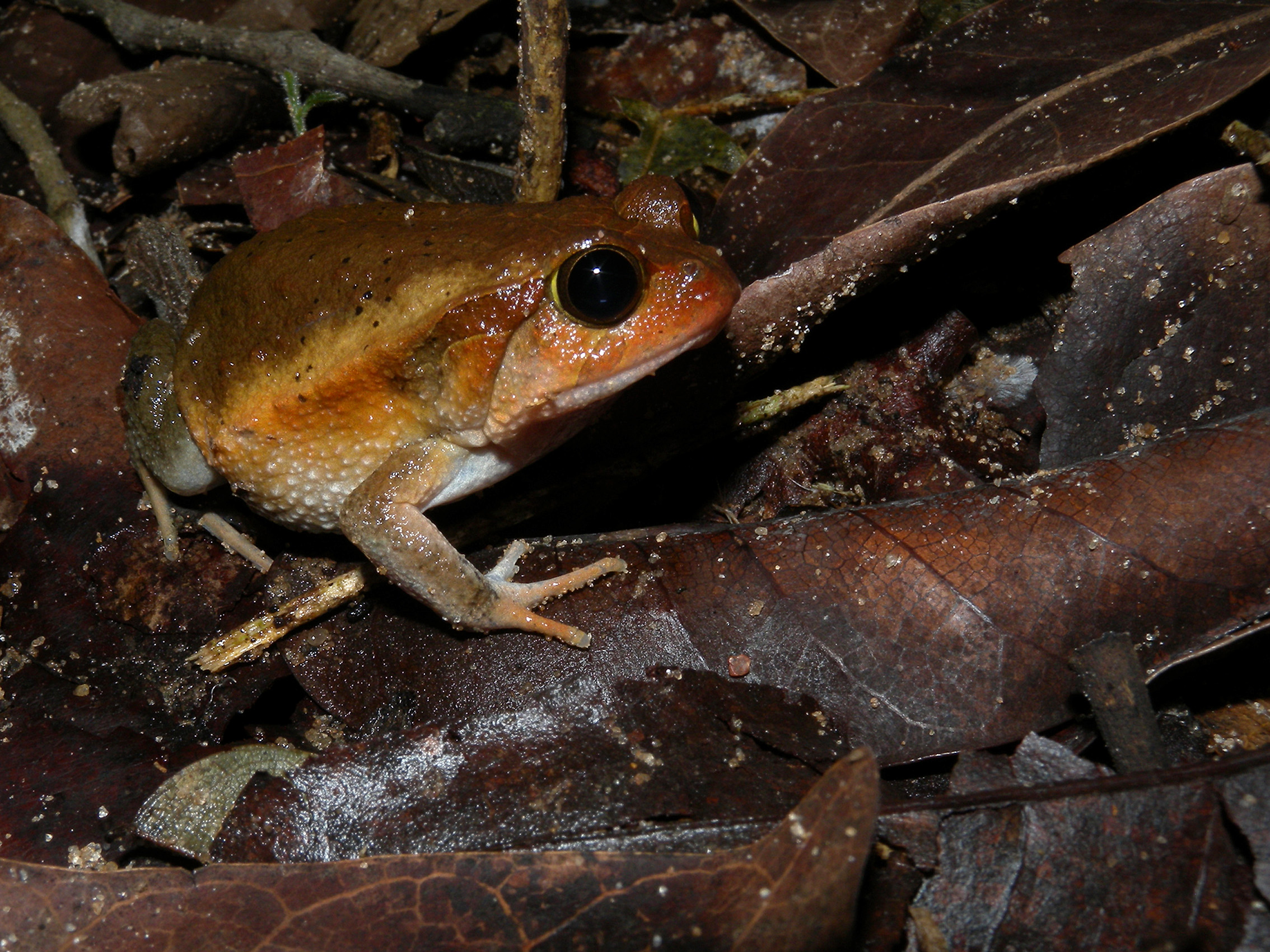
Dyscophus insularis

## Publications originales
- Boulenger, 1882 : Catalogue of the Batrachia Salientia s. Ecaudata in the collection of the British Museum, ed. 2, p. 1-503 (texte intégral).
- Grandidier, 1872 : Descriptions de quelques Reptiles nouveaux découverts à Madagascar en 1870. Annales des sciences naturelles-zoologie et biologie animale, sér. 5, vol. 15, p. 6-11 (texte intégral).